# زيبا (دير)
زيبا (بالفارسية: زیبا) هي مستوطنة تقع في قسم آبدان الريفي (مقاطعة دير) في إيران.